# كارلس بوتشدمون
كارلس بوتشدمون إي كازاماجو (باللغة الكتالانية Carles Puigdemont i Casamajó، ولد في مدينة أمير في 29 ديسمبر 1962) سياسي وصحفي من إقليم كتالونيا في إسبانيا. هو الرئيس السابق للإقليم. أصبح الرئيس ال130 بعد اتفاق بين معا من أجل نعم وترشيح الوحدة الشعبية. وهو أيضا عضو في برلمان كتالونيا والرئيس السابق لبلدية جرندة.
في 30 أكتوبر 2017، تم توجيه تهم بالتمرد والتحريض على الفتنة وإساءة استخدام الأموال العامة ضده وضد أعضاء آخرين في حكومته. هرب بوتشدمون، جنبا إلى جنب مع آخرين إلى بلجيكا وصدرت مذكرة اعتقال أوروبية ضدهم.

## حياته وتعليمه
ولد بوتشدمون في بلدة أمير في محافظة جرندة بتاريخ 29 ديسمبر 1962، ويقطن حاليا في مدينة جرندة مع زوجته وطفليه. بدأ دراسته في فقه اللغة الكتالانية في جامعة جرندة، لكنه لم يكملها. بدأ حياته العملية في مهنة الصحافة. شغل منصب رئيس تحرير جريدة «إل بون»  (El Punt)، ومن ثم مدير وكالة الأنباء الكتالانية ومدير صحيفة «كتالونيا اليوم» (Catalonia Today) الناطقة بالإنجليزية. بوتشدمون عضو في رابطة الصحفيين الكتالونيين، وقد ألّف عدة كتب من ضمنها «كتالونيا بعيون الصحافة الأجنبية» (Cata… què? Catalunya vista per la premsa internacional) (1994) ومقالات عديدة عن الاتصالات والتقنيات الجديدة.

## حياته الوظيفية
كان بوتشدمون من الأعضاء المؤسسين لفرع جرندة في حركة الشباب الوطني الكتالوني. وهو عضو في حزب اللقاء الديمقراطي الكتالوني، وعُيِّن مديرا لبيت الثقافة في جرندة بين عامي 2002 و 2004.  عضو منذ عام 2006 في برلمان كتالونيا.

## عام 2007
في العام 2007، ترشح بوتشدمون للانتخابات المحلية في جرندة عن تحالف اللقاء والاتحاد، لكنه لم يفز، وظل في المعارضة.  لكن في الانتخابات المحلية اللاحقة عام 2011، تمكن من كسر هيمنة الحزب الاشتراكي الكتالوني التي دامت 32 عاما في جرندة، فأصبح عمدة المدينة.

## عام 2015
في يوليو 2015، خلف جوزيب ماريا فيلا دابادال كرئيس لاتحاد البلديات للاستقلال وعُيِّن عضوا في البرلمان عن تحالف نعم من أجل نعم في الانتخابات البرلمانية في27 سبتمبر 2015. انتخب رئيسا لكتالونيا بتاريخ 10 يناير 2016 بعد اتفاق في اللحظة الأخيرة بين معا من أجل نعم وترشيح الوحدة الشعبية. في 11 يناير 2016، استقال من رئاسة بلدية جرندة لأن القانون لا يسمح له بتبوء منصب رئاسة البلدية ورئاسة الإقليم في آن واحد.

## مذكرة اعتقال
في 30 أكتوبر 2017، وجهت له اسبانيا ولأعضاء آخرين في حكومته المطالبة بانفصال كاتالونيا عن إسبانيا؛ تهماً بالتمرد والتحريض على الفتنة وإساءة استخدام الأموال العامة. فهرب مع آخرين إلى بلجيكا فصدرت مذكرة اعتقال أوروبية ضدهم. أعيد انتخاب بوتشدمون للبرلمان في الانتخابات الإقليمية التي أجريت في 21 ديسمبر 2017، حيث احتفظ الانفصاليون الكتالونيون على مقاعدهم بأغلبية ضئيلة. أظهرت النتائج الرسمية دعمًا فعليًا للاستقلال بنسبة 47.6٪ مقابل 43.5٪ صوّتوا ضد أحزاب الاستقلال، والباقي أحزاب غير منحازة وأصوات فارغة. فدعا بوتشدمون إلى إجراء محادثات جديدة مع رئيس الوزراء الإسباني آنذاك ماريانو راخوي لكن طلبه قوبل بالرفض.
بقي بوتشدمون في بلجيكا لتجنب الاعتقال إذا عاد إلى إسبانيا، بين من اعتبره نفيا إجباريا، ومن اعتبره نفيا اختياريا أو هاربا من العدالة وفق الآخرين.
في 25 مارس 2018، تم اعتقاله في ولاية شلسفيغ هولشتاين الألمانية من قبل دورية على الطرق السريعة بناءً على مذكرة التوقيف الأوروبية الصادرة بحقه الخاصة به. قبل أن يتم الإفراج عنه بكفالة، حيث قررت المحكمة العليا للولاية أنه لا يمكن تسليمه بتهمة «التمرد» حيث أن القانون الألماني لا يتطابق مع القانون الإسباني بشأن تعريفه لمنطوق التهمة. في 10 يوليو 2018، أوقف قاض في المحكمة العليا الإسبانية عمله كنائب في البرلمان الكتالوني.
في 12 يوليو 2018، قررت محكمة ألمانية أنه يمكن ترحيله إلى إسبانيا لسوء استخدام الأموال العامة، وليس بتهمة التمرد الأكثر خطورة. وقد صرّح الفريق القانوني لبوتشدمون أنهم سيستأنفون أي قرار بتسليمه بعد قرار المحكمة الألمانية.
في 19 يوليو 2018، أسقطت إسبانيا أوامر الاعتقال الأوروبية ضد بوتشدمون وغيره من المسؤولين الكتالونيين في المنفى الذاتي.
في 30 أبريل 2021، منحه المغرب حق اللجوء. وفقًا لمصدر من وزارة الخارجية المغربية، فقد تم اتخاذ القرار تبعا «لمبدأ المعاملة بالمثل» بعد أن قبلت إسبانيا استقبال زعيم جبهة البوليساريو الانفصالي إبراهيم غالي بالسفر إلى إسبانيا لتلقي العلاج من فيروس كورونا.

## وصلات خارجية
- كارلس بوتشدمون على موقع IMDb (الإنجليزية)
- كارلس بوتشدمون على موقع مونزينجر (الألمانية)
- الموقع الرسمي